# Color TV Game
Color TV Game je série domácích herních konzolí první generace od společnosti Nintendo, která byla uvedena na trh exkluzivně v Japonsku v roce 1977. Byla navržena tak, aby byla jednoduchá a cenově dostupná, takže mohla zacílit na velké množství zákazníků. Díky Color TV Game Nintendo opravdu proniklo do centra videoherního průmyslu.
Tato série se skládá z pěti různých modelů.

## Modely

### Color TV Game 6
První model ze série Color TV Game byl uveden na trh 1. června 1977. Na této konzoli bylo možné si zahrát šest míčových her ve stylu hry Pong, například volejbal. Hry bylo možné hrát buď v jednom, nebo ve dvou hráčích. Ovladače byly zabudované přímo v konzoli.

### Color TV Game 15
Na rozdíl od předchozí verze Color TV Game 15 měla ovladače, které byly ke konzoli připojené pomocí kabelů. Díky tomu byla více populární. Tato verze byla na trh uvedena týden po Color TV Game 6. Obsahovala patnáct různých her, ale stejně jako u předchozí verze byly všechny velmi podobné Pongu. Tato verze konzole byla vyráběna ve dvou odstínech oranžové.

### Color TV Game Racing 112
Přesně o rok později byla uvedena na trh Color TV Game Racing 112. Byla v porovnání s předchozími verzemi mnohem větší. Na rozdíl od předchozích verzí měla volant a řadicí páku. Obsahovala závodní hru, ve které hráč sledoval auto z ptačí perspektivy a snažil se se vyhnout ostatním autům na dráze.

### Color TV Game Block Breaker
Tato verze je také známá jako Color TV Game Block Kuzushi. Byla uvedena na trh v roce 1979 a byla to konzole pouze pro jednoho hráče. Obsahovala šest verzí hry Breakout. Zevnějšek této konzole navrhl Shigeru Miyamoto, který je známý například jako tvůrce postav Mario a Luigi z videoherní série Super Mario.

### Computer TV Game
Poslední konzole této série se nazývá Computer TV Game. Na trh byla uvedena v roce 1980 a je asi nejvzácnější z celé série, protože byla vyrobena v omezeném množství. Obsahuje jen jednu hru, a to Computer Othello, což je přepracovaná verze první arkádové hry, kterou Nintendo kdy vydalo. Tuto hru lze na konzoli Computer TV Game hrát buď ve dvou, anebo jedním hráčem proti počítači.